# Alcea ilamica
Alcea ilamica är en malvaväxtart som beskrevs av Pakravan. Alcea ilamica ingår i släktet stockrosor, och familjen malvaväxter. Inga underarter finns listade i Catalogue of Life.